# Rottefælden
Rottefælden, egentlig Svendborg Sommerteater, er en sommerrevy i Svendborg. Revyen blev holdt første gang i 1881 og har været opført hvert år siden 1883 hvilket gør den til Danmarks ældste
Blandt de skuespillere, der har været tilknyttet Rottefælden er Carl Schenstrøm (Fyrtårnet), Ib Schønberg, Palle Huld, Ulla Jessen, Flemming Jensen, Lisbet Dahl, Arne Lundemann, Søren Østergaard, Peter Schrøder og Jess Ingerslev. 
Revyen opføres i en bygning som deles med BaggårdTeatret i Caroline Amalielund (også kendt som Rottefælde Skov) i den nordøstlige del af Svendborg. Revyens tidligere direktør var Pia Ullehus. Hun var gift med tidligere direktør Frank Steen som døde i 2008. Kunstnerisk instruktør fra 1999 til 2019 har været Jan Schou, der også selv medvirker i revyen. I dag ejes og drives Rottefælde Revyen af Mikkel Schrøder og Christine Astrid som også selv står på scenen og er kunstneriske ledere.